# Defiler
Defiler — американская метал-группа из Калифорнии. Была образована в январе 2010 года вокалистом Джейкоб Пелзлом и гитаристом Натаном Миллером. Название группы было взято из игры Fallout. Свой музыкальный жанр они называют Lifecore. Defiler выпустили два альбома: Pangaea (2010) и Nematocera (2012). За время своего существования группа отыграла всего несколько концертов, но уже третий концерт сразу стал совместным выступлением с уже знаменитыми Chelsea Grin.

## История

### Pangaea и мини-альбом Plasmodium (2010—2011)
Дебютный альбом группы — Pangaea — вышел в свет в 2010 году. Диск включал песню «Cryomancer», которая принесла Defiler широкую известность, благодаря видеоклипу с фразой «I Wanna See You Cry, Bitch». Выражение приобрело популярность, можно сказать что оно стало Легендарным, распространившись в ряде интернет-мемов. Существует стереотип, что большинство фанатов слушают группу якобы только из-за этой песни.
Альбом был переиздан в 2011 году с новой обложкой и бонус-треком «Wild Wasteland». В том же году вышел мини-альбом под названием Plasmodium.

### Nematocera и анонс нового альбома (2012—2013)
В 2012 году коллектив выпустил второй альбом — Nematocera — и начал подготовку к записи следующей пластинки. Группа выложила на свой официальный канал на сайте YouTube демо-клип, содержащий отрывки из трёх песен, которые должны были войти в новый альбом. Выход диска был запланирован на 2014 год.
Чуть позже Defiler выложили демо-клипы с отрывками из песен «Old Friends», «Sharp's Cure» и «Psalm of the Raven».
В конце 2013 года группа занималась сбором средств на запись альбома на сайте IndieGoGo, но ей удалось собрать менее половины от заявленной суммы.

### Новый проект и распад Defiler
В 2015 году Джейкобом был основан коллектив DEVANATION и стало известно, что в него будут входить все ранее опубликованные демо-треки.
В конце того же года  Джейкоб выпустил в сеть видео, в котором сообщил о распаде Defiler, мотивируя это желанием расширить творческие рамки.

## Дискография

### Альбомы
- The KneeCapper [мини-альбом] (2010)
- Pangaea (2010)
- Pangaea [переиздание] (2011)
- Plasmodium [мини-альбом] (2011)
- Nematocera (2012)
- National Anthem [сингл] (2013)
- A Deity Depraved (2021)

### Клипы
- «Cryomancer»
- «Walk in the Glow»
- «Iconoclast»
- «Brick Killed a Guy»
- «The Regulators»

- «Psalm of the Raven» (демо-клип)

- «Metamora» (lyric video)
- «Hollow Bastion»
- «The Lazarus Sign»
- «Suffering Bay»
- «Canaanite»
- «Trauma Harness»
- «Jamboree»

## 
- Официальный канал на Youtube
- Страница на MySpace
- [web.archive.org/web/20131110195942/http://heavymetal.about.com/od/cdreviews/fr/Defiler-Pangaea-Review.htm «Pangaea» Review]
- «Nematocera» Review
- «Nematocera» Review